# Dicentria obligata
Dicentria obligata är en fjärilsart som beskrevs av Dyar 1919. Dicentria obligata ingår i släktet Dicentria och familjen tandspinnare. Inga underarter finns listade i Catalogue of Life.